# Leonurus japonicus
L. japonicus é uma planta nativa da Ásia. Ela é uma das 50 ervas chinesas fundamentais usada na Medicina tradicional chinesa, onde ela é chamada de yìmǔcǎo (益母草).